# Leibnitz (månkrater)
För andra betydelser, se Leibnitz (olika betydelser).
Leibnitz är en nedslagskrater på månen. Leibnitz har fått sitt namn efter den tyske matematikern Gottfried Wilhelm von Leibniz.

## Satellitkratrar
| Leibnitz | Latitud | Longitud | Diameter |
| -------- | ------- | -------- | -------- |
| R        | 39.3° S | 176.3° Ö | 19 km    |
| S        | 39.6° S | 171.8° Ö | 28 km    |
| X        | 36.5° S | 177.3° Ö | 19 km    |